# Bion (Manche)
Pour les articles homonymes, voir Bion.
Bion est une ancienne commune française, située dans le département de la Manche en région Normandie, devenue le 1er janvier 2016 une commune déléguée au sein de la commune nouvelle de Mortain-Bocage.
Elle est peuplée de 375 habitants.

## Géographie

### Communes limitrophes
| Mortain (comm. nouv. de Mortain-Bocage)               | Mortain (comm. nouv. de Mortain-Bocage)              | Saint-Clément-Rancoudray (comm. ass. de Rancoudray)  |
| Romagny (comm. nouv. de Romagny Fontenay)             | Bion                                                 | Saint-Jean-du-Corail (comm. nouv. de Mortain-Bocage) |
| Notre-Dame-du-Touchet (comm. nouv. de Mortain-Bocage) | Saint-Jean-du-Corail (comm. nouv. de Mortain-Bocage) | Saint-Jean-du-Corail (comm. nouv. de Mortain-Bocage) |

## Toponymie
Le nom de la localité est attesté sous les formes ad Bium 1082, Bion entre 1106 et 1135, Bions en 1120, Biun en 1160, Ricardus de Bion en 1195, Radulfus de Bion en 1198, Byon vers 1200, Bion en 1235.
La première attestation ad Bium en 1082, finale en [-õ], notée -on, comme dans Manthelon (Eure) suggère l'élément -ó-magos. Dans cette hypothèse, on pourrait alors considérer également la solution qu'offre le gaulois °becos « abeille », l'élément -ó-magos se combine en effet assez fréquemment avec un nom d'animal, et °Becó-magos pourrait éventuellement avoir le sens de « rucher; lieu où l'on élève des abeilles ».
Le gentilé est Bionnais.

## Histoire
Les forges de Bourberouge ont fonctionné de 1793 à 1901. Elles furent rachetées par Athanase de Pracomtal (1793-1840), directeur de l'usine métallurgique.
Le 1er janvier 2016, Bion intègre avec quatre autres communes la commune de Mortain-Bocage créée sous le régime juridique des communes nouvelles instauré par la loi no 2010-1563 du 16 décembre 2010 de réforme des collectivités territoriales. Les communes de Bion, Mortain, Notre-Dame-du-Touchet, Saint-Jean-du-Corail et Villechien deviennent des communes déléguées et Mortain est le chef-lieu de la commune nouvelle.

## Politique et administration

### Rattachements administratifs et électoraux
La commune se trouvait de 1926 jusqu'à la fusion de 2016 dans l'arrondissement d'Avranches du département de la Manche.
Elle faisait partie depuis 1793 du canton de Mortain. Dans le cadre du redécoupage cantonal de 2014 en France, cette circonscription administrative territoriale a disparu, et le canton n'est plus qu'une circonscription électorale. Depuis lors, pour les élections départementales,le territoire de Bion fait partie depuis 2014 du canton du Mortainais
Pour l'élection des députés, les habitants font partie de la deuxième circonscription de la Manche.

### Intercommunalité
Brion était membre de la communauté de communes de Mortain, un établissement public de coopération intercommunale (EPCI) à fiscalité propre créé en 1991 et auquel la commune avait transféré un certain nombre de ses compétences, dans les conditions déterminées par le code général des collectivités territoriales.
Conformément aux prescriptions de la loi de réforme des collectivités territoriales du 16 décembre 2010, qui a prévu le renforcement et la simplification des intercommunalités et la constitution de structures intercommunales de grande taille, cette intercommunalité fusionne une première fois le 1er janvier 2013 pour former la communauté de communes du Mortainais. Toutefois, dans le cadre des dispositions de la loi portant nouvelle organisation territoriale de la République du 7 août 2015, qui prévoit que les établissements publics de coopération intercommunale (EPCI) à fiscalité propre doivent avoir un minimum de 15 000 habitants, cette intercommunalité a fusionné à nouveau avec d'autres de ses voisines pour former, le 1er janvier 2017, l'actuelle communauté d'agglomération Mont-Saint-Michel-Normandie où l'ancienne commune est représentée par les élus de Mortain-Bocage .

### Administration municipale
Compte tenu de la population de l'ancienne commune, son conseil municipal était composé de onze membres dont le maire et ses adjoints. Ces conseillers intègrent au complet le conseil municipal de Mortain-Bocage le 1er janvier 2016 jusqu'en 2020 et Daniel Heuzé est élu maire délégué.

### Liste des maires
| Période                                  | Période       | Identité      | Étiquette | Qualité          |
| ---------------------------------------- | ------------- | ------------- | --------- | ---------------- |
| Les données manquantes sont à compléter. |               |               |           |                  |
| 1989                                     | 2008          | André Hamon   | SE        | Agriculteur      |
| 2008                                     | décembre 2015 | Daniel Heuzé, | SE        | Employé retraité |

| Période      | Période  | Identité        | Étiquette | Qualité                                                        |
| ------------ | -------- | --------------- | --------- | -------------------------------------------------------------- |
| janvier 2016 | mai 2020 | Daniel Heuzé    | SE        | Employé retraité Maire-adjoint de Mortain-Bocage (2016 → 2020) |
| mai 2020     | En cours | Peggy Georgelin | SE        | Première adjointe au maire de Mortain-Bocage (2020 → )         |

## Démographie
L'évolution du nombre d'habitants est connue à travers les recensements de la population effectués dans la commune depuis 1793. À partir du 1er janvier 2009, les populations légales des communes sont publiées annuellement dans le cadre d'un recensement qui repose désormais sur une collecte d'information annuelle, concernant successivement tous les territoires communaux au cours d'une période de cinq ans. 
Pour les communes de moins de 10 000 habitants, une enquête de recensement portant sur toute la population est réalisée tous les cinq ans, les populations légales des années intermédiaires étant quant à elles estimées par interpolation ou extrapolation. Pour la commune, le premier recensement exhaustif entrant dans le cadre du nouveau dispositif a été réalisé en 2005,.
En 2021, la commune comptait 375 habitants, en évolution de −0,79 % par rapport à 2015 (Manche : +0,44 %, France hors Mayotte : +2,49 %).
Bion a compté jusqu'à 870 habitants en 1851.
| 1793 | 1800 | 1806 | 1821 | 1831 | 1836 | 1841 | 1846 | 1851 |
| ---- | ---- | ---- | ---- | ---- | ---- | ---- | ---- | ---- |
| 720  | 826  | 754  | 820  | 779  | 854  | 805  | 806  | 870  |

| 1856 | 1861 | 1866 | 1872 | 1876 | 1881 | 1886 | 1891 | 1896 |
| ---- | ---- | ---- | ---- | ---- | ---- | ---- | ---- | ---- |
| 781  | 744  | 729  | 692  | 687  | 629  | 615  | 614  | 598  |

| 1901 | 1906 | 1911 | 1921 | 1926 | 1931 | 1936 | 1946 | 1954 |
| ---- | ---- | ---- | ---- | ---- | ---- | ---- | ---- | ---- |
| 564  | 529  | 521  | 504  | 485  | 453  | 450  | 426  | 474  |

| 1962 | 1968 | 1975 | 1982 | 1990 | 1999 | 2005 | 2010 | 2015 |
| ---- | ---- | ---- | ---- | ---- | ---- | ---- | ---- | ---- |
| 395  | 394  | 408  | 471  | 488  | 431  | 380  | 401  | 378  |

| 2018 | - | - | - | - | - | - | - | - |
| ---- | - | - | - | - | - | - | - | - |
| 371  | - | - | - | - | - | - | - | - |

## Culture locale et patrimoine

### Lieux et monuments

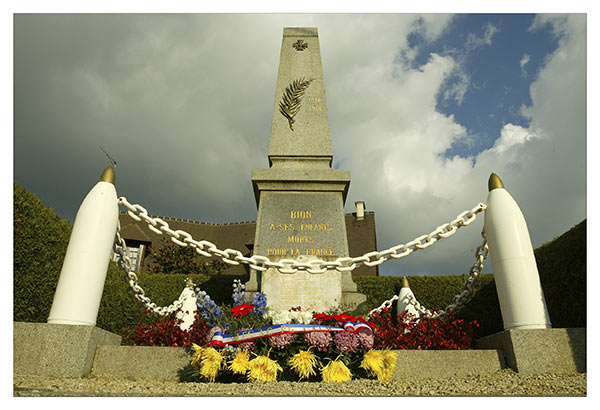
Le monument aux morts.

- Église Saint-Pierre (XXe siècle). L'église est reconstruite en 1954 par l'architecte R. Baranton, avec une tour en style roman. Elle abrite les tableaux de la circoncision, un christ en croix, sacrifice d'Abraham, Adoration des bergers (XIXe), un chemin de croix grecques ainsi qu'une verrière de A. Robine et Boutzen (XXe)[9].
- Forêt de la Lande Pourrie, au nord-est du territoire communal.
- Chapelle de Bourberouge (XIXe siècle), en lisière de la forêt.
- Calvaire (XVIIe siècle), croix de cimetière (XIXe siècle), croix dites de la Mangeantière et la croix couverte (XXe siècle).
- Site des rochers en bordure de la forêt de Mortain : rocher à la Vierge, rochers du Balcon, de Moulinet, de Vieille Bruyère, de Bouillant et du Dolmen.
- Manoir de la Margeantière (XVIe siècle), avec échauguettes. C'est au manoir que le maréchal Von Kluge et le général Hausser préparèrent la contre-attaque de Mortain.

Pour mémoire
- Maladrerie possession du prieuré du Rocher.

### Personnalités liées à la commune
- Robert de Mortain (1030-1090) donne, en 1083, l'église Saint-Pierre à la collégiale Saint-Évroult de Mortain, puis la reprend pour la redonner au prieuré du Rocher, fondé en 1088[9].
- Victor-Auguste-François Morel-Lavallée (1811 à Bion - 1865)[9], chirurgien, découvreur de l'épanchement dit de Morel-Lavallée.